# Evangelische Kirche (Langenthal)

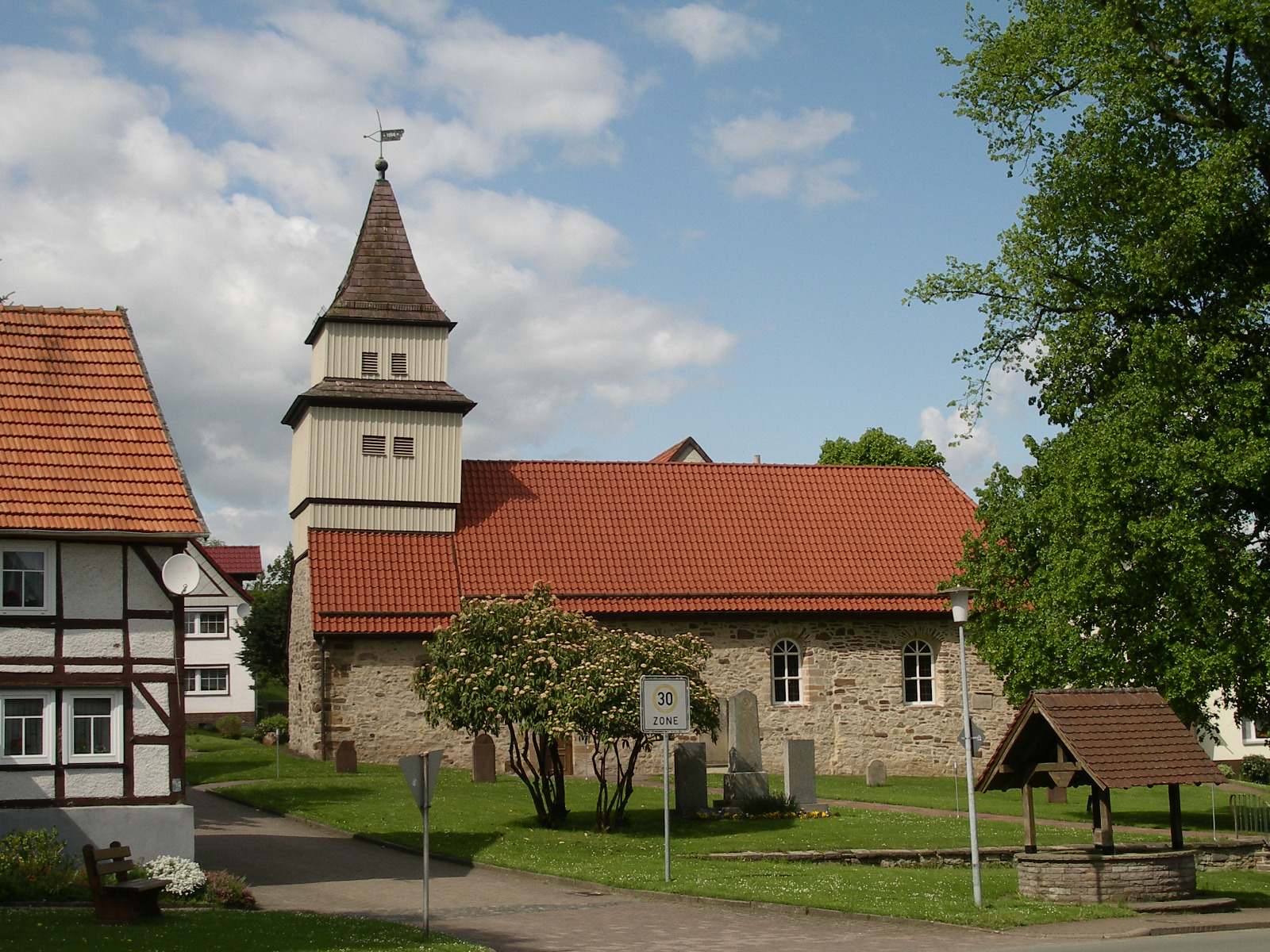
Evangelische Kirche in Langenthal

Die evangelische Kirche Langenthal ist ein denkmalgeschütztes Kirchengebäude in Langenthal, einem Stadtteil der Kleinstadt Trendelburg im Landkreis Kassel in Hessen. Die Kirchengemeinde gehört zum Kirchspiel Trendelburg im Kirchenkreis Hofgeismar-Wolfhagen im Sprengel Kassel der Evangelischen Kirche von Kurhessen-Waldeck.

## Beschreibung
Wo heute die Kirche steht, befand sich seit dem 12. Jahrhundert schon eine Kapelle. Sie war gedacht für das Stundengebet der Mönche aus dem nahen Kloster Helmarshausen, die hier um das Jahr 1168 am oberen Ende eines ausgedehnten Tales rodeten. Die erste steinerne Kirche entstand 1556, wie einer Inschrift am Türsturz des südlichen Portals zu entnehmen ist. Seit 1621 rief eine Kirchenglocke zum Gottesdienst. Nach der Zerstörung der Kirche im Dreißigjährigen Krieg wurde sie wieder aufgebaut. Die Kanzel stammt aus dem Jahr 1648. Der Chor wurde 1678 erweitert, wie auf einer Inschrift neben dem Südportal steht. In diesem Jahr wurde im Innenraum eine Empore eingebaut. Aus dem Satteldach des Kirchenschiffs erhebt sich ein quadratischer, abgetreppter Dachreiter aus verschaltem Holzfachwerk, der 1812 erneuert wurde. Er ist bedeckt mit einem spitzen Pyramidendach. Einige Wandmalereien sind noch nachweisbar, die als Seccomalerei entstanden sind.